# Shmuel Winograd
Shmuel Winograd (4 de janeiro de 1936) é um informático estadunidense.
Contribuiu com a teoria da complexidade computacional. Provou diversos resultados gerais aplicáveis aos aspectos computacionais da aritmética. Suas contribuições incluem o algoritmo de Coppersmith-Winograd e um algoritmo para  transformadas rápidas de Fourier.
Winograd estudou engenharia elétrica no Instituto de Tecnologia de Massachusetts, com graduação e mestrado em 1959, e doutorado no Instituto Courant de Ciências Matemáticas da Universidade de Nova Iorque em 1968. Foi membro do grupo de pesquisadores da IBM em 1961, onde foi diretor do Departamento de Ciências Matemáticas de 1970 a 1974 e de 1980 a 1994.

## Honrarias
- Fellow da IBM (1972)[2]
- Membro do Instituto de Engenheiros Eletricistas e Eletrônicos (1974)[3]
- Prêmio W. Wallace McDowell (1974)[1]
- Membro da Academia Nacional de Ciências dos Estados Unidos (1978)[4]
- Membro da Association for Computing Machinery (1994)[5]

## Livros
- Winograd, Shmuel (1980). Arithmetic complexity of computations. Col: CBMS-NSF regional conference series in applied mathematics. 33. [S.l.]: Society for Industrial and Applied Mathematics. ISBN 9780898711639